# Дом губернатора (Полоцк)
Дом губернатора (также дом генерал-губернатора) — историческое здание XVIII века в Полоцке, памятник архитектуры (номер 212Г000611). Расположен по адресу: проспект Франциска Скорины, дом 6, на площади Свободы.

## История
Дом построен на Парадной площади Полоцка для губернатора, по проекту губернского архитектора И. Зигфридана, к 1784 году. На первом этаже находились канцелярия и служебные помещения, второй этаж занимали жилые губернаторские покои. В конце XX века здание занимала станция скорой помощи. После реставрации в здании находится отделение Белагропромбанка. Есть планы создания музейной экспозиции на основе бывшего губернаторского поместья, в том числе воссоздания кабинета губернатора.

## Архитектура
Двухэтажный кирпичный дом оформлен в стиле классицизма. Дом в плане имеет П-образную форму. Главный фасад, обращённый к площади, оформлен лаконично, с минимумом декоративных деталей. Гладкие стены прорезаны прямоугольными оконными проёмами. Оконные проёмы декорированы простыми наличниками (в основном не сохранились). Окна второго этажа декорированы прямыми сандриками. Фасады венчает общий профилированный карниз. Оформление дома единообразно с соседними домами 4 и 8 — зданиями магистрата и управ, верхней и нижней.